# Bâtiment situé 30 rue Obrenovićeva à Niš
Le bâtiment situé 30 rue Obrenovićeva à Niš (en serbe cyrillique : Зграда у Ул. Обреновићева 30 у Нишу ; en serbe latin : Zgrada u Ul. Obrenovićeva 30 u Nišu) se trouve à Niš, dans la municipalité de Medijana et dans le district de Nišava, en Serbie. Il est inscrit sur la liste des monuments culturels protégés de la république de Serbie (identifiant no SK 841),,.

## Présentation
Le bâtiment, situé 30 rue Obrenovićeva (ancienne rue Maršala Tita), a été construit au début du XXe siècle dans un style éclectique.
Il est constitué d'un rez-de-chaussée et d'un étage. À l'étage, au-dessus de l'entrée principale se trouve une grande fenêtre avec un balcon en fer forgé orné de motifs floraux ; cette fenêtre est encadrée de deux paires de fenêtres symétriquement disposées ; les fenêtres sont ornées de piliers purement décoratifs. Les extrémités de la façade sont mises en valeur grâce à des bordures verticales massives composées de blocs de pierre qui s'élèvent jusqu'à la corniche du toit.
Le secteur de la rue Obrenovićeva, où se trouve le bâtiment, est inscrit sur la liste des entités spatiales historico-culturelles protégées de la république de Serbie (identifiant no PKIC 31),.